# Ján Tibenský
Ján Tibenský (26. srpna 1923 Budmerice – 11. května 2012 Bratislava) byl slovenský historik.

## Život
V roce 1948 dokončil Filozofickou fakultu Slovenské univerzity v Bratislavě. V letech 1951–1986 pracoval v slovenské akadaemii věd (SAVU, poté SAV). Důležité bylo jeho dle na poli slovenského národního obrození, též dějiny vědy na Slovensku. Psal také o A. Bernolákovi, Adamu Františku Kollárovi a Mateji Belovi

## Dílo (výběr)
- Počiatky slovenského národného obrodenia.
- Dejiny Slovenska slovom i obrazom, I, 1973.
- Dejiny vedy a techniky na Slovensku, 1979.
- Poctivá obec budmerická, 2 díly, 1996–1998.